# Красная Речка (Забайкальский край)
Кра́сная Ре́чка — поселок в Улётовском районе Забайкальского края России. Входит в состав городского поселения «Дровянинское».

## География
Находится в северо-восточной части района на правом берегу реки Ингода на расстоянии примерно 6 км (по прямой) на север от посёлка Дровяная у железнодорожной ветки Лесная—Дровяная.

### Климат
Климат характеризуется как резко континентальный с продолжительной холодной малоснежной зимой, тёплым летом и большими перепадами сезонных и суточных температур. Среднегодовая температура воздуха составляет 1,5 — 2 °С. Средняя многолетняя температура самого холодного месяца (января) составляет −24 — −22 °С (абсолютный минимум — −44 °С), температура самого тёплого (июля) — 14 — 16 °С (абсолютный максимум — 38 °С). Среднегодовое количество осадков — 300—500 мм.

### Часовой пояс
Поселок Красная Речка находится в часовой зоне МСК+6. Смещение применяемого времени относительно UTC составляет +9:00.

## История
Официальная дата основания посёлка 1917 год.

## Население
| 2010 | 2021 |
| ---- | ---- |
| 136  | ↘101 |

Постоянное население составляло в 2002 году 196 человек (96 % русские), в 2010 году 136 человек .

## Инфраструктура
Есть фельдшерско-акушерский пункт.